# 交通機動隊
交通機動隊（こうつうきどうたい、英語：Traffic Police Force、Traffic Mobile Unit、Traffic Riot Police）は、都道府県警察本部交通部に所属する「執行隊」で、交機（こうき）または交機隊（こうきたい）と略される。

## 概要
主な任務は、パトカー（交通取締用四輪車または交通取締用無線自動車）や白バイ（交通取締用自動二輪車または交通指導取締用自動二輪車）などによる幹線道路など一般道での交通取締りや交通事故の処理などで、地域部に所属する執行隊である自動車警ら隊とともに、「パトカー・白バイのプロ集団」といわれている。また広域緊急援助隊（広緊隊）の交通部として、被災地へ派遣されることもある。
なお、交通部には高速道路交通警察隊（「高速隊」と略される）も設置されているが、高速隊は高速道路や一般道における交通取締りや交通事故の処理などにとどまらず、高速道路上を逃走している被疑者追跡、パーキングエリアなど高速道路上の施設における事件捜査など多岐に渡る。
1970年前後の交通事故死者数の増加に伴い、交通機動巡ら隊を交通機動隊に改称し、全国に設置された。
交通機動隊長の階級は警視で、副隊長は都道府県警察にもよるが警視または警部である。
北海道警察本部交通部（札幌方面）には、交通機動隊が置かれており、函館・旭川および北見の各方面本部にも交通機動隊が置かれている。また、釧路方面本部には十勝機動警察隊が置かれており帯広・十勝地区を所管しているとともに、その隷下に高速道路交通警察隊が置かれている。
福岡県警察本部交通部も、交通機動隊が福岡、筑豊、筑後地区を所管し、それぞれ地区隊を配置しているが、北九州地区については北九州市警察部隷下の機動警察隊が交通機動隊の業務も併せて実施する体制となっている。
制服は一般の警察官が紺色、靴は黒の短靴であるのに対し、空色のライダージャケットとズボン吊りで吊るハイウエストの同色ズボン、靴は乗車用ブーツを着用している（女性白バイ隊員の場合は赤や緑など、警察本部ごとに特徴のある色を採用している）。また、警察本部によっては、パトカー乗務員は地域警察官同様に、活動帽・活動服・短靴で勤務していることもある。
交通機動隊または高速道路交通警察隊のパトロールカーは、「交通取締用四輪車」または「交通取締用無線自動車」であるが、自動車警ら隊のパトロールカーは「無線警ら車」または「警ら用無線自動車」である。

## 車両
交通違反取締りが主な任務であるため、パトロールカーが必ず配備される。しかし、これらパトロールカーは「交通取締用四輪車（交通取締用無線自動車）」と呼ばれるものがほとんどであり、所轄署地域課や自動車警ら隊などで使用される「警ら用無線自動車」が配備されることはほとんどない。また、いわゆる覆面パトカーとして「交通取締用四輪車（反転警光灯）」も配備される。
車種は、2020年（令和2年）現在、全国的に配備されているものとしてトヨタ・クラウン、スバル・レガシィ、トヨタ・マークXなどが代表的なものとして挙げられる。いずれも交通取締用四輪車がほとんどであるため3,000cc - 3,500cc級のエンジンが搭載されており、排気量・出力は一般道路用パトカーの中で最大である（警ら用無線自動車よりも大きい）。さらに地方（県費）予算で調達されるものもあり、一部の警察本部では高性能スポーツカーなどを採用し、配備する例もある。また、静岡県警察では、トヨタ・アリオンの制服パトカー（白黒パトカー）を配備している。万一の事故に備えて、交機隊および高速隊に属する警察官はパトカー乗務時でもヘルメットを着用していることが多い。

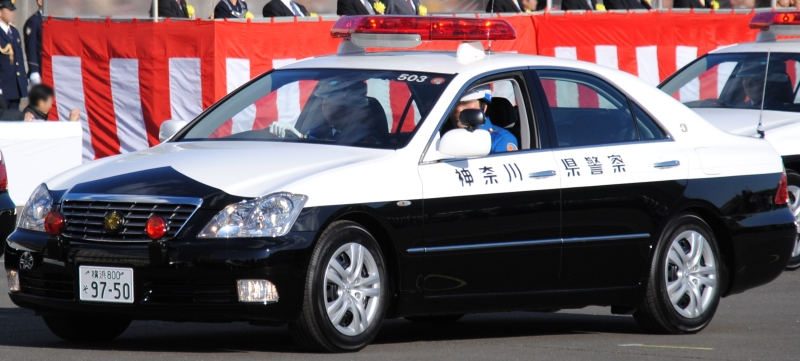
交通取締用四輪車（交通取締用無線自動車）の180系クラウン
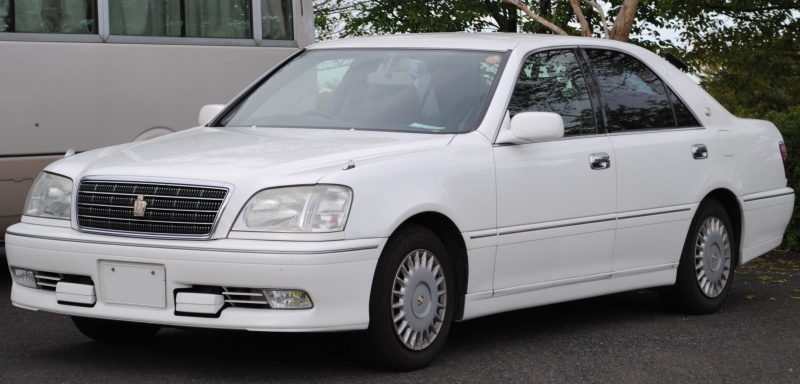
交通取締用四輪車（反転警光灯）の170系クラウン

## 白バイ
交通機動隊の主役は白バイ(交通取締用自動二輪車あるいは交通指導取締用自動二輪車)である。マラソン大会や駅伝大会においてランナーを先導する任務もある。所轄署の交通課にも白バイが配備されている例は多いが、高度な運転技量が要求されるため、乗務する警察官は元交通機動隊員であることが多いと言われる。交通機動隊と似たイメージのある高速道路交通警察隊においては、交通機動隊と違い白バイがあまり活躍する機会は多くない。しかし、一部には1500ccの白バイが配備されており、過去には取り締まりに用いられたこともあったが、やはり高速道路での白バイによる活動は非常に危険なため、近年はあまり見られなくなった。しかし警視庁高速道路交通警察隊においては、比較的制限速度が低く急カーブや狭い路肩が数多く存在する首都高速道路が主な管轄であるため、特に日中は機動性に富む白バイの活動が多く見られる。
白バイでの取り締まりは、パトカーと違い非常に危険が伴うものであり、また隊員の運転技術が大きく問われるものであるため、活動中の受傷事故や殉職も少なからず発生している。

### 白バイ車両

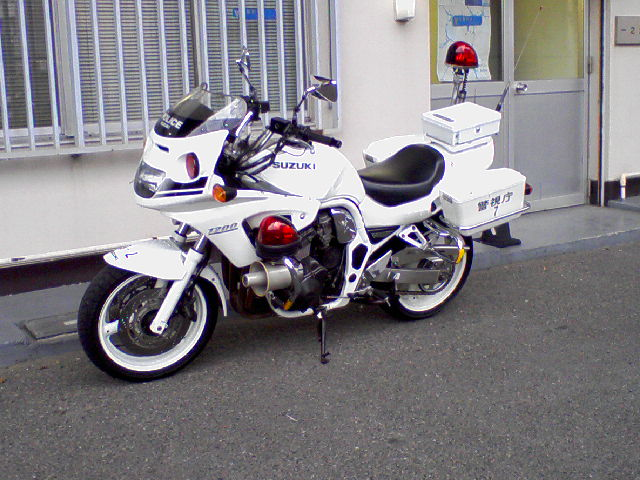
警視庁の白バイ車両、 スズキ･GSF1200P トータルバランスではVFR800に劣るが、排気量によるパワーは上である。
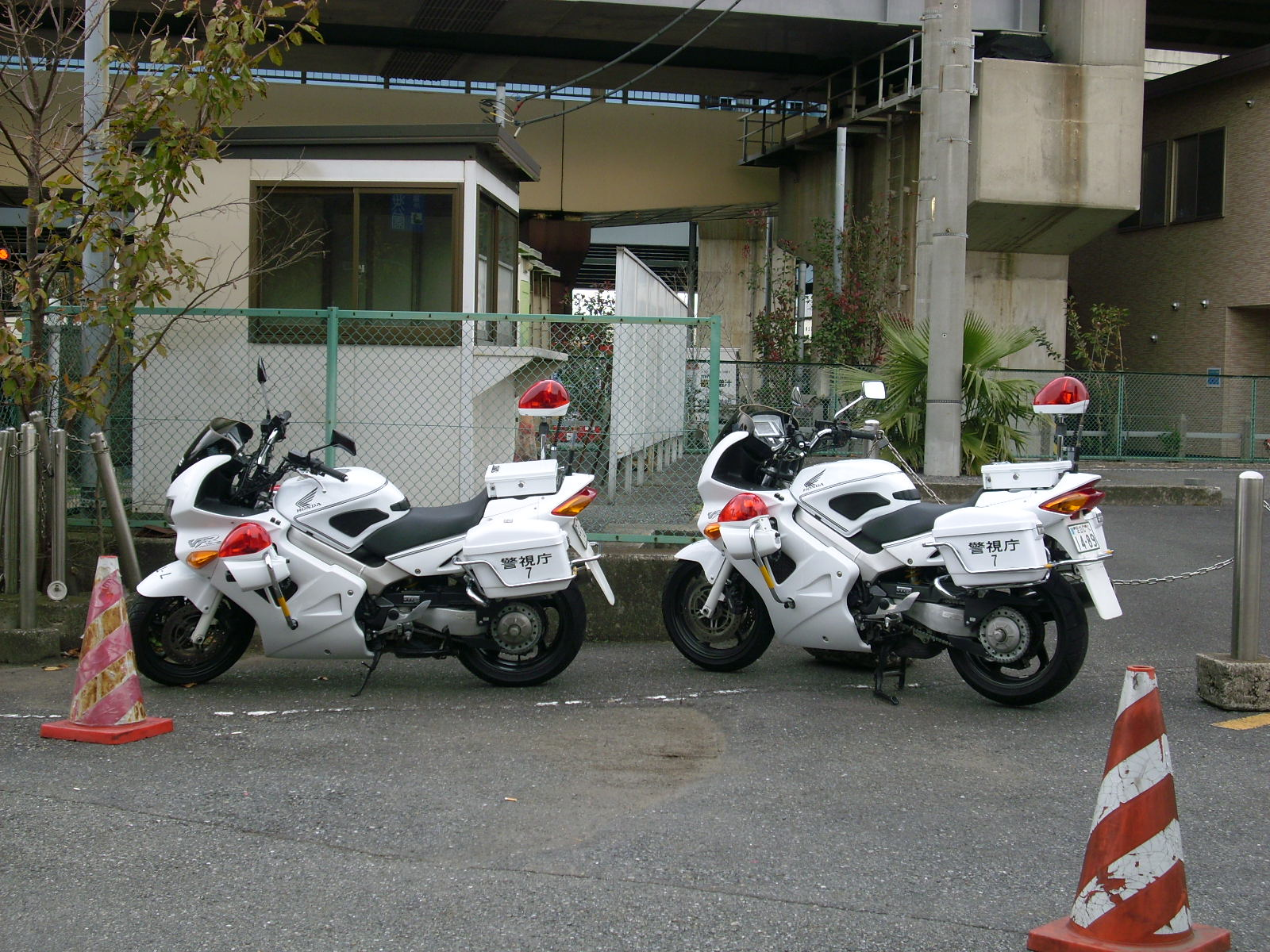
警視庁の白バイ車両、 ホンダ･VFR800P 後継のCB1300Pの導入により数が少なくなってきている。
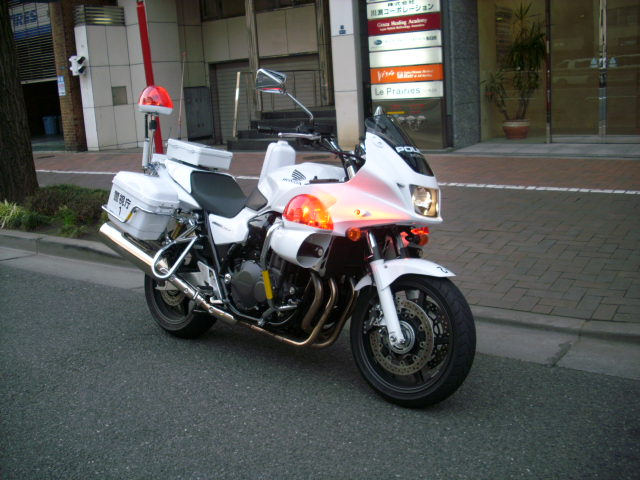
警視庁の白バイ車両、 ホンダ･CB1300P 2009年から採用され、現在の主力車両である。
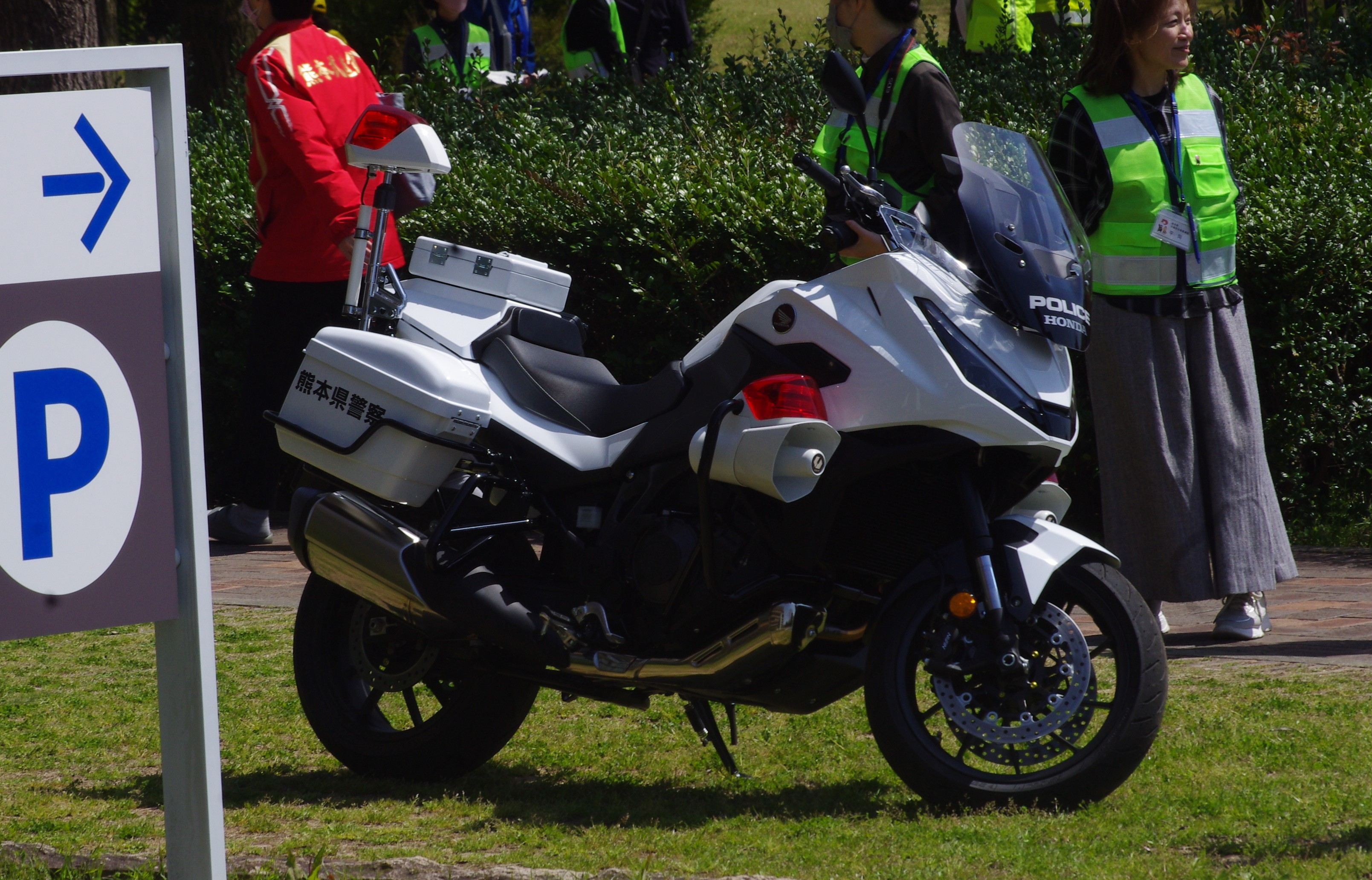
熊本県警の白バイ車両、　　　　　　　　　　　　　　　　　　　　ホンダ･NT1100P　　　　　　　　　　　　　　　　　　　　　　2024年からCB1300Pの後継として導入されている。